# میلان یانشا
میلان یانشا (انگلیسی: Milan Janša؛ زادهٔ ۲۶ september ۱۹۶۵ (۵۹ سال)) ورزشکار روئینگ اهل اسلوونی است.
وی در مسابقات کشوری و بین‌المللی در مجموع برندهٔ ۴ مدال برنز شده‌است.